# Bonjeania affinis
Bonjeania affinis är en tvåvingeart som beskrevs av Shaun L. Winterton 2007. Bonjeania affinis ingår i släktet Bonjeania och familjen stilettflugor.
Artens utbredningsområde är Tasmanien. Inga underarter finns listade.